# Pioneer 0
Pioneer 0 (également appelé Able 1) est la première de trois sondes spatiales de la United States Air Force (Project Able Probes) du département de la Défense des États-Unis (DoD), et la première tentative d'envoi d'une sonde au-delà de l'orbite terrestre de l'histoire. Elle doit être envoyé en direction de la Lune afin de se mettre en orbite de notre satellite, étudiant au cours de sa mission l'espace profond et l'environnement cislunaire.
Le 27 mars 1958, le département de la Défense annonce le lancement de quatre à cinq sondes lunaires plus tard dans l'année, tous sous la supervision de l'Agence de projets de recherche avancée (ARPA - Advanced Research Projects Agency) faisant partie des recherches scientifiques menées au cours de l'Année géophysique internationale (AGI). Trois lancements par la division des missiles balistiques de la USAF (Air Force Ballistic Missile Division) et deux par le Army Ballistic Missile Agency (ABMA) de la US Army.

## Contexte
Le 27 mars 1958, l'ARPA ordonne aux Space Technology Laboratories (STL) de procéder à un programme de trois lancements vers la Lune. Dans la mesure du possible, ces lancements doivent utiliser le matériel de rechange du ARTV (Advanced Re-entry Test Vehicle) existant et n'imposer aucune interférence avec les programmes de missiles balistiques. En septembre, ce programme est transféré à la direction de la National Aeronautics and Space Administration (NASA).
Le lanceur est une variante de trois étapes du missile balistique Thor (IRBM - Intermediate-Range Ballistic Missile) à portée intermédiaire avec des éléments appropriés du lanceur Vanguard utilisés pour ses deuxième et troisième étages.
À l'origine, il est prévu que la sonde lunaire se rende vers la Lune en 2,6 jours. À ce moment-là, un moteur à propergol solide TX-8-6 se déclenche pour la placer sur une orbite lunaire de 29 000 km, d'une durée d'environ deux semaines. La sonde transporte une caméra de télévision et d'autres instruments dans le cadre de la première charge utile scientifique de l'Année géophysique internationale (IGY). L'ensemble du projet implique 3 000 personnes de 52 entreprises scientifiques et industrielles, toutes sauf six étant situées dans la Californie du Sud.

## Description de la sonde lunaire
La sonde spatiale Able 1, consiste en un cylindre avec un cône supérieur et un cône inférieur en fibre de verre construite par les Space Technology Laboratories (STL).
La sonde est un cylindre avec un diamètre de 74 cm et une hauteur de 76 cm. Dépassant du cône inférieur se trouve un moteur-fusée à propergol solide de 11 kg, qui constituent le principal élément structurel de la sonde lunaire. Huit petits moteurs verniers, pour le réglage de la vitesse, à propergol solide de faible poussée installés sur le cône supérieur dans un anneau pouvant être largué après utilisation. Une antenne magnétique fait également saillie à partir du cône supérieur. Le cylindre est composé de plastique stratifié et est peint avec un motif de rayures sombres et claires pour aider à réguler la température. La sonde spatiale est également désinfectée à la lumière ultraviolette avant son lancement.

## Description des instruments
L'ensemble des instruments scientifiques a une masse de 11,3 kg et consiste en un système de télévision infrarouge à balayage d'images pour étudier la surface de la Lune, un instrument acoustique pour détecter les micrométéorites, un magnétomètre et des résistances à température variable pour enregistrer les conditions internes de la sonde.
La sonde est alimentée par des piles nickel-cadmium pour l'allumage des moteurs-fusées, des piles en argent pour le système de télévision et des piles au mercure pour les circuits restants. La transmission radio se fait à 108,06 MHz par l'intermédiaire d'une antenne électrique pour les informations de télémétrie et Doppler et d'une antenne magnétique pour le système de télévision. Les commandes au sol sont reçues par une antenne électrique à 115 MHz. La rotation de la sonde lunaire doit être stabilisée à 1,8 tr/s.

## Déroulement de la mission
Le lancement de la sonde lunaire survient le 17 août 1958 à 12 h 18 TU par le lanceur Thor-Able I (Thor # 127) depuis l'aire de lancement LC-17A de la base de lancement de Cap Canaveral. La sonde est détruite au lancement par l'explosion du premier étage après 73,6 secondes à 15,2 km d'altitude et à 16 km au-dessus de l'océan Atlantique. Des signaux de télémétrie irréguliers sont reçus de la charge utile et des étages supérieurs pendant 123 secondes après l'explosion, et les étages supérieurs sont suivis jusqu'à l'impact dans l'océan Atlantique.

## Résultats de la mission
Les enquêteurs concluent que l'accident est causé par une panne de la boîte de vitesses de la turbopompe de l'étage Thor.
La mission n'est pas nommée à l'époque mais est rétroactivement connue sous le nom de « Pioneer 0 ».